# رباعي يوديد السيليكون
رباعي يوديد السيليكون (أو رباعي يودو السيلان) هو مركب كيميائي صيغته SiI4، ويوجد في الشروط القياسية على شكل مسحوق أبيض.

## التحضير
يحضر المركب من تفاعل السيليكون مع اليود أو يوديد الهيدروجين:
{\displaystyle \mathrm {Si+2\ I_{2}\longrightarrow SiI_{4}} }

## الخواص
يوجد المركب في الشروط القياسية على شكل مسحوق أبيض اللون، وهو يتفكك عند التماس مع الماء.
للمركب بنية جزيئية رباعية السطوح، ويبلغ طول الرابطة Si-I مقدار 2.432 أنغستروم.

## الاستخدامات
يستخدم رباعي يوديد السيليكون مركباً طليعياً من أجل تحضير مركبات السيليكون العضوية من النمط Si(NR2)4 (حيث R = ألكيل).